# San Isidro (Leyte)
San Isidro is een gemeente in de Filipijnse provincie Leyte op het eiland Leyte. Bij de laatste census in 2007 had de gemeente bijna 30 duizend inwoners.

## Geografie

### Bestuurlijke indeling
San Isidro is onderverdeeld in de volgende 19 barangays:
| - Banat-e - Basud - Bawod - Biasong - Bunacan - Busay - Cabungaan - Capiñahan - Crossing - Daja-daku | - Daja-diot - Hacienda Maria - Linao - Matungao - Paril - San Jose - San Miguel - Taglawigan - Tinago |

## Demografie
San Isidro had bij de census van 2007 een inwoneraantal van 29.655 mensen. Dit zijn 245 mensen (0,8%) meer dan bij de vorige census van 2000. De gemiddelde jaarlijkse groei komt daarmee uit op 0,11%, hetgeen lager is dan het landelijk jaarlijks gemiddelde over deze periode (2,04%). Vergeleken met de census van 1995 is het aantal mensen met -3.549 (-10,7%) toegenomen.

De bevolkingsdichtheid van San Isidro was ten tijde van de laatste census, met 29.655 inwoners op 122,5 km², 242,1 mensen per km².

## Geboren in San Isidro
- Jose Maria Veloso (1886-1969), gouverneur, afgevaardigde en senator
- Pedro Yap (1918-2003), rechter